# Дзержинський фенольний завод
Дзержинський фенольний завод, нині ТОВ науково-виробниче об'єднання «Інкор і Ко» КХП Фенольний завод — підприємство міста Торецька, Донецька область, єдине у своєму роді підприємство — підприємство з централізованого перероблення фенольної, нафталінової і піридинової сировини, одержуваної як побічної продукції при високотемпературному коксуванні кам'яного вугілля.

## Історія
Дзержинський фенольний завод побудований в 1916 році за рішенням військового відомства для виробництва кам'яновугільного фенолу — сировини для виготовлення вибухових речовин. Промислові потужності розташовані в адміністративному плані на території смт Нью-Йорк, Торецька міська громада, у безпосередній близькості до залізничної станції Фенольна. У липні 1917 року завод введений в експлуатацію, в роки громадянської війни зруйнований. 1927 року відновилося виробництво хімічних продуктів коксохімічної сировини. 1940 року заводом вироблялося 20 видів продукції. Під час Німецько-радянської війни завод знову зруйнований. Після війни підприємство вдруге відновили й періодично реконструювали: фенольний цех — двічі, в 1969 році — нафталіновий, в 1978 році — піридиновий.
У 2003 році завод орендований ТОВ НПО «Інкор і Ко» терміном на 8 років і перетворений у ТОВ НВО «Інкор і Ко» КХП Фенольний завод. Первинні інвестиції у виробництво склали $1,2 млн, одразу взято курс на розвиток підприємства, збільшення обсягів виробництва, освоєння нових видів продукції, розширення ринків збуту. 2008 року Дзержинський фенольний завод був повністю консолідований із промисловою групою Метінвест Холдинг.
Нині КХП Дзержинський фенольний завод — центральне, єдине переробне підприємство фенолвмісної та нафталівмісної сировини в СНД. На заводі виробляється близько 30 найменувань сортів і марок продукції. Основна номенклатура: фенол, ортокрезол, дикрезол, трикрезол, ксиленол, нафталін, горючі суміші, флотореагенти. 95 % продукції підприємства вирушає на експорт: 60 % вирушає до країн Південно-Східної Азії, Близького Сходу і Перської затоки, 20 % — до Росії, 15 % — до Західної Європи.
Разом з тим, у ЗМІ повідомляється про суттєву екологічну небезпеку, яку несе підприємство. На початку 2017 року сховище хімічних відходів фенольного заводу в контрольованому урядом Новгородському знаходилось між позиціями сторін лише за 400 метрів одна від одної, що в разі обстрілів могло спричинити забруднення на значній частині регіону.